# دگزامتازون
دگزامتازون (به انگلیسی: Dexamethasone) یک داروی گلوکوکورتیکوئیدی قوی است که برای درمان طیف گسترده‌ای از بیماری‌ها و اختلالات مانند آرتریت، مشکلات روماتیسمی، آلرژی‌های‌ شدید، ادم مغزی، تعدادی از بیماری‌های پوستی، بیماری‌های تنفسی مانند آسم و خروسک، بیماری مزمن انسدادی ریه و بیماری‌های سیستم ایمنی مانند مالتیپل اسکلروزیس و لوپوس تجویز می‌شود. دگزامتازون همچنین برای کاهش تهوع و استفراغ ناشی از شیمی درمانی کاربرد دارد. اشکال مختلف مصرف آن معمولاً از طریق دهان، تزریق عضلانی، تزریق وریدی، به صورت پماد موضعی برای پوست و محلول چشمی است. نیمه عمر بیولوژیکی این دارو در بدن انسان بین ۳۶ تا ۵۴ ساعت است، اثر آن معمولاً در طول یک روز دیده می‌شود اما تا سه روز تداوم می‌یابد.
دگزامتازون از طریق اثرات ضدالتهابی و سرکوب سیستم ایمنی بدن عمل می‌کند. این دارو در صورت مصرف طولانی مدت ممکن است موجب برفک دهان، تحلیل استخوان، ضعف عضلانی، آب مروارید و افزایش فشار خون شود. اثر این دارو بر روی جنین به طور دقیق شناخته نشده است، در آمریکا در رده‌بندی داروهای بارداری در دستهٔ C قرار دارد، به این معنی که تنها زمانی باید استفاده شود که فواید آن از خطراتش بیشتر باشد.
دگزامتازون برای اولین بار در ۱۹۵۷ توسط فیلیپ هنچ سنتز شد و در ۱۹۵۸ برای استفاده پزشکی تأیید شد. دگزامتازون در فهرست داروهای ضروری سازمان جهانی بهداشت قرار دارد و به عنوان یک داروی ژنریک در دسترس است. در سال ۲۰۲۰ از داروهای رایج ایالات متحده آمریکا بود.

## دسته‌بندی
رده درمانی: کورتیکواستروئید، گلوکوکورتیکوئیدها
اشکال دارویی: آمپول، قرص، قطره، شربت، پماد
عملکرد: کاهش التهاب، تضعیف سیستم ایمنی

## مکانیسم اثر
در غلظت‌های بالای موضعی‌کورتیکواستروئیدها اثر مستقیم بر روی‌غشاء دارند. کورتیکواستروئیدها اگزودای سلولی و فیبرینی و انفیلتراسیون بافتی را کاهش می‌دهند. ممانعت از تشکیل کلاژن و بافت همبند، تأخیر درتولید مجدد سلول‌های اپی‌تلیال، کاهش‌تشکیل عروق جدید پس از التهاب و کاهش نفوذپذیری مویرگ‌های متورم از دیگر اثرات این دارو می‌باشد.
این دارو می‌تواند سبب کاهش پرولاکتین سرم و هورمون آزادکننده تیروتروپین شود. این مشکل بیشتر زمانی پیش می‌آید که آمپول گزامتازون به مفصل تزریق شده باشد.

## عوارض جانبی
- افزایش فشار خون و قند خون: در صورت مصرف کوتاه مدت این دارو یا هر نوع کورتون دیگری، این دو عارضه بعد از قطع دارو برطرف خواهند شد. اما مصرف طولانی مدت این دارو یا هر نوع کورتون دیگری برای بیش از یک سال و به ویژه در دوزهای بالا می‌تواند ریسک ابتلا به فشار خون بالای مزمن و دیابت نوع دو را افزایش دهد که در حال حاضر جزو عوامل اصلی مرگ و میر در جهان شناخته می‌شوند.
- نازک شدن پوست: این عارضه ممکن است حتی در روزها و هفته‌های ابتدایی مصرف این دارو یا هر نوع کورتون دیگری بروز دهد. پوست نازک، زودتر و راحت تر دچار تحریک، قرمزی، التهاب، زخم، ترک خوردگی و چین و چروک می‌شود. ضمن اینکه در پوست نازک، رگها، استخوان‌ها، تاندون‌ها و لیگامان‌های زیر پوست تا حدی قابل مشاهده اند که باعث ظاهر نازیبای پوست می‌شود. این عارضه در اکثر اوقات برگشت ناپذیر است و درمان قطعی و دائمی ندارد.
- پوکی استخوان: این عارضه در صورت استفاده مداوم و بیش از سه ماه از این دارو یا هر نوع کورتون دیگری رخ خواهد داد. این عارضه می‌تواند باعث شکستگی‌های ناتوان کننده ای مانند شکستگی لگن شود که حتی ممکن است به مرگ زجرآور بیمار بینجامد.
- نکروز آواسکولار در مفصل ران (سیاه شدن سر استخوان ران): این عارضه در صورت مصرف بیش از حد و در دوزهای بالای این دارو یا هر نوع کورتون دیگری رخ می‌دهد که می‌تواند منجر به نیاز فرد به عمل جراحی تعویض مفصل ران و ادامه زندگی با مفصل مصنوعی شود.
- آترواسکلروزیس (تصلب شرایین): مصرف مداوم این دارو یا هرنوع کورتون دیگر باعث افزایش شدید سطح کلسترول خون می‌شود که به این وضعیت هیپرکلسترولمی گفته می‌شود. هیپرکلسترولمی در طولانی مدت (معمولا بعد از حداقل ۱ سال استفاده مداوم کورتون‌ها) باعث تصلب و گرفتگی شریان‌های اصلی و حیاتی بدن و در نتیجه مرگ ناشی از سکته قلبی و مغزی می‌شود.
- کاتاراکت (آب مروارید) و گلوکوم (آب سیاه) در چشم‌ها: این دو عارضه در صورت مصرف مداوم این دارو یا هرنوع کورتون دیگری برای مدت بیش از یک سال بروز می‌دهد. در صورت مصرف کورتون به شکل قطره چشمی، این دو عارضه با سرعت و شدت بیشتری شکل میگیرند.
- دیابت بی‌مزه: این عارضه به ندرت در برخی بیماران دیده شده‌است و در مصرف طولانی مدت و دوزهای بالای دارو گزارش شده‌است.
- عفونت‌های موضعی یا سیستمیک: مصرف این دارو یا هر نوع کورتون دیگری سبب تضعیف سیستم ایمنی بدن و افزایش ریسک ابتلا به انواع عفونت می‌شود.
- سندرم کوشینگ: این عارضه در صورت مصرف دوز بالای این دارو یا هر نوع کورتون دیگری برای مدت بیش از یک سال گزارش شده‌است.
- ورم و خیز در دست و پاها: این عارضه نیز به دلیل تجمع آب و الکترولیت در بدن که ناشی از مصرف کورتون است روی می‌دهد.
- ضعف عضلانی: مصرف مزمن و طولانی مدت این دارو یا هر کورتون دیگری می‌تواند ریسک ابتلا به ضعف عضلانی را افزایش دهد و تزریق مکرر این دارو یا هر کورتون تزریقی دیگری در یک عضله خاص، باعث تحلیل رفتن و ضعف در آن عضله می‌شود.
- افسردگی و اختلالات روحی روانی
- آسیب به تاندون‌ها (در تزریق مفصلی مداوم)
- ناراحتی و خون ریزی معده
- زخم یا خارش در محل تزریق
- تأخیر در بهبود زخم‌ها
- تهوع
- استفراغ
- افزایش وزن سریع
- اختلالات قاعدگی
- اختلال در عملکرد غده فوق کلیوی
** چند نکته بسیار مهم:
- چون داروهای کورتیکواستروئیدی موجب کاهش سطح ایمنی بدن به‌ویژه در دوزهای بالا و مصرف درازمدت می‌شوند باید بیمار از نظر ابتلا به عفونت زیر نظر باشد.
- از آنجایی که کورتیکواستروئیدها باعث می‌شوند فعالیت غده‌های فوق کلیوی کاهش یابد یا متوقف شود، این داروها نباید پس از مصرف بلند مدت در دوزهای بالا به صورت ناگهانی قطع شوند. مدتی زمان لازم است تا غده‌های فوق کلیوی دوباره آغاز به ترشح کورتیزول کنند. کاهش تدریجی دوز کورتیکواستروئیدها باعث می‌شود بدن خودش آغاز به ساختن کورتیزول کند.
- تزریق کورتون در مفاصل باید با فواصل زمانی حداقل ۳ ماهه انجام شود تا حتی الامکان از آسیب بیشتر کورتون به مفصل و تاندون‌ها جلوگیری شود.

## موارد مصرف

### درمان‌حالت‌های التهابی و آلرژیک،بیماریهای خود ایمنی
درمان‌حالت‌های التهابی و آلرژیک، بیماریهای خود ایمنی مانند لوپوس اریتماتو، آلرژی، پمفیگوس، آسم، کهیر، درمان روماتیسم مفصلی، نارسایی غده آدرنال و شوک آنافیلاکسی، التهاب چشم، پوست و مفاصل.

### مصرف برای بیمارانام اسوای ال اس
تجربه نشان می‌دهد مصرف این دارو در بیماران ام اس و ای ال اس مناسب و کاهنده درد است و پیشروی در کار نیست.

### به عنوان داروی انرژی‌زا
از سال ۱۹۹۶ مصرف این دارو در ورزش قهرمانی، به عنوان داروی انرژی زا و دوپینگ ممنوع شده‌است.

### درمان موارد وخیم کووید-۱۹
به گفتهٔ مقالهٔ چاپ شده در مجلهٔ Journal of Oncology Pharmacy Practice صحت این موضوع هنوز در دست بررسی است . اما نتایج به‌دست آمده،با وجود این‌که هنوز به داوری و بازنگری همه‌جانبه پژوهشگران دیگر نیاز دارد و جزئیات کامل آن منتشر نشده، آن‌قدر قابل اعتماد بوده‌اند که خدمات درمانی بریتانیا آن را به‌عنوان یک روش استاندارد برای موارد شدید ابتلا به کووید-۱۹ در نظر گرفته‌است

### مصرف در دوران شیردهی
این دارو از طریق شیر مادر به کودک و نوزاد منتقل می‌شود. قبل از مصرف در دوران شیردهی، به پزشک خود اطلاع دهید.
در مورد عوارض مصرف دگزامتازون در دوران شیردهی بر روی نوزاد، اطلاعات جامع و دقیقی در دسترس نیست. مصرف دگزامتازون در دوران شیردهی ممکن است باعث کاهش شیر مادر شود. همچنین دگزامتازون از طریق شیرمادر وارد بدن نوزاد می‌شود. در هر صورت قبل از مصرف این دارو در زمان شیردهی حتماً باید با پزشک مشورت کنید.